# Canal de l'épendyme
Le canal épendymaire ou canal de l'épendyme est un canal situé au centre de la moelle épinière. Il est entouré d'un revêtement unistratifié cubique ou cylindrique simple, constitué de cellules épendymaires, et de pieds astrocytaires étroitement enchevêtrés les uns avec les autres. Clos en son sommet par l'obex, le canal épendymaire de la moelle épinière contient du LCS (liquide cérébrospinal).

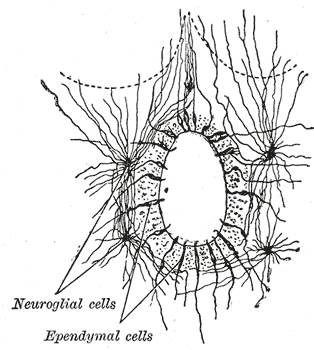
Structure du canal épendymaire